# Newton–Leibniz-tétel
A Newton–Leibniz-tétel (avagy Newton–Leibniz-formula) a határozott integrálás jelentős tétele.

## A tétel kimondása
Legyen f integrálható [a,b]-ben. Ha az F függvény folytonos [a,b]-ben, differenciálható (a,b)-ben és F'(x)=f(x) minden x∈(a,b)-re, akkor
{\displaystyle \int _{a}^{b}f(x)\,dx=F(b)-F(a)}.

## Bizonyítás
Legyen {\displaystyle a=x_{0}<x_{1}<...<x_{n}=b} az [a,b] intervallum tetszőleges felosztása. A Lagrange-középértéktétel szerint minden i-re van olyan ci∈(xi-1,xi) pont, amelyre
{\displaystyle F\left(x_{i}\right)-F\left(x_{i-1}\right)=F'\left(c_{i}\right)\left(x_{i}-x_{i-1}\right)=f\left(c_{i}\right)\left(x_{i}-x_{i-1}\right)}
teljesül. Ha ezeket az egyenlőségeket összeadjuk minden i=1,...,n-re, akkor a bal oldalon minden tag kiesik, kivéve az F(xn)=F(b) és F(x0)=F(a) tagokat, és így azt kapjuk, hogy
{\displaystyle F(b)-F(a)=\sum _{i=1}^{n}f(c_{i})(x_{i}-x_{i-1})}.
Ez azt jelenti, hogy bármely felosztáshoz vannak olyan közbülső pontok, hogy az f függvénynek ezekkel a közbülső helyekkel vett közelítő összege éppen F(b)-F(a)-val egyenlő. Ebből következik, hogy az F(b)-F(a) szám minden felosztásra az alsó összeg és felső összeg között helyezkedik el. Mivel f integrálható, ezért csak egyetlen ilyen szám van: f integrálja. Így
{\displaystyle F\left(b\right)-F\left(a\right)=\int _{a}^{b}f\left(x\right)\,dx}.